# Vauxhall Typ B

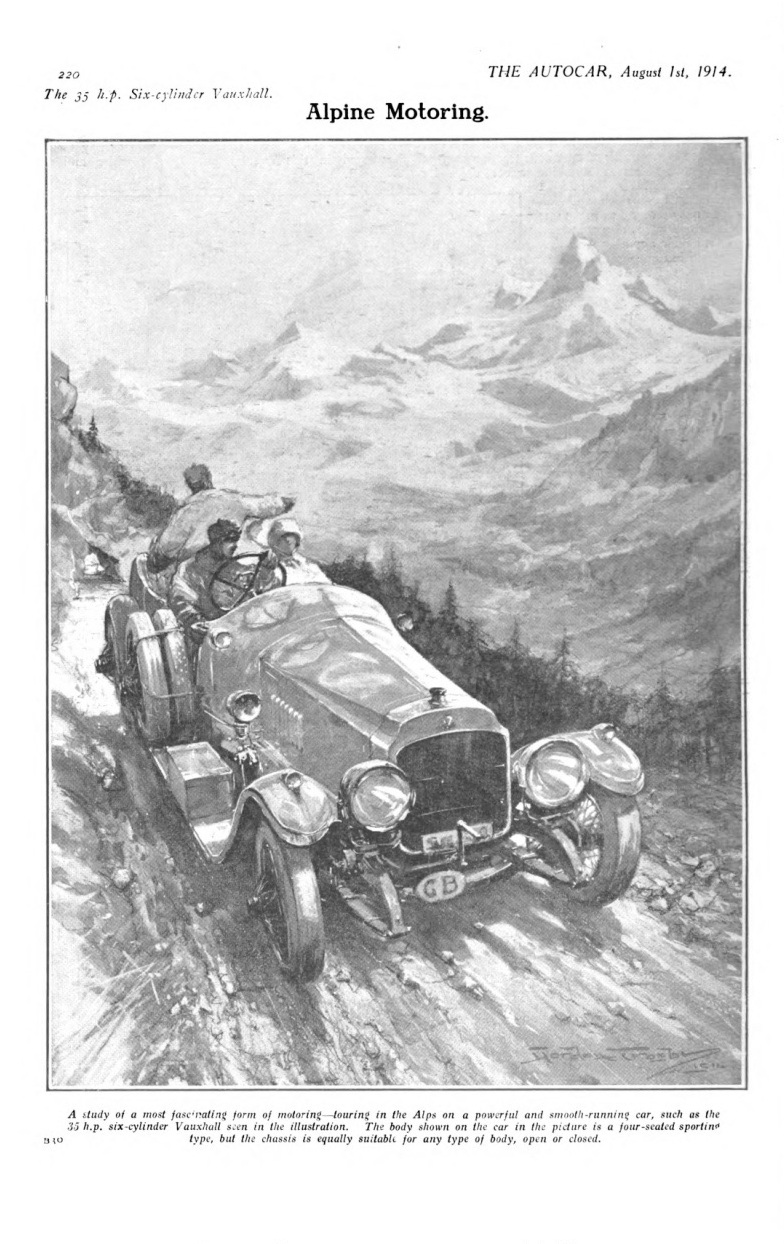
Vauxhall 35 bei der Alpenüberquerung (Gordon Crosby in Autocar, 1. August 1914)

The Vauxhall Typ B ist ein Pkw, den Vauxhall Motors in den Jahren 1910 bis 1915 als Vauxhall 27, Vauxhall 30 und Vauxhall 35 baute. Der Vauxhall 27 war der erste Wagen des Herstellers mit Sechszylindermotor.

## Geschichte
1904 hatte Napier & Son das erste Pkw-Modell mit Sechszylindermotor auf dem britischen Markt eingeführt. Ein Jahr später folgte Rolls-Royce. Vauxhall entschloss sich, diesem „Club“ ebenfalls beizutreten, und 1905 konstruierte der Ingenieur F. W. Hodges ein Versuchsfahrzeug mit Sechszylinder-Blockmotor (2 Gussblöcke mit je 3 Zylindern) und Kettenantrieb, aber dieser Wagen wurde nie in Serie hergestellt. Das erste Serienfahrzeug dieser Konstruktion war 1910 der Typ B (Vauxhall 27) mit einem vollkommen neuen Sechszylinder-Blockmotor von 3473 cm³ Hubraum, bei dem die Zylinder alle in einen gemeinsamen Block gegossen waren. Ein Jahr später ersetzte ihn der Vauxhall 30, dessen sechs Zylinder wieder in zwei Blöcken zu je drei Zylindern gegossen waren. Der Hubraum betrug 4580 cm³. 1913 folgte diesem Modell der Vauxhall 35 mit 5104 cm³ Hubraum.

## Konstruktion
Das Fahrgestell entsprach dem des Typs A; es hatte halbelliptische Blattfedern und Starrachsen vorne und hinten und war jeweils mit zwei Radständen erhältlich, beim 27 mit 3124 mm oder 3353 mm, beim 30 mit 3175 mm oder 3658 mm. Den 35 gab es mit einem Radstand von 3556 mm. Der seitengesteuerte Motor hatte anfangs eine Bohrung von 85 mm und einen Hub von 102 mm, dann stiegen die Werte auf 90 mm (Bohrung) und 120 mm (Hub). Für den 35 wurde der Motor des 30 um 5 mm auf 95 mm aufgebohrt. Die Motorleistungen in bhp entsprachen den Typbezeichnungen. Die Motorkraft wurde über eine Mehrscheibenkupplung und ein Vierganggetriebe, das mit dem Motor über eine kurze Welle verbunden war, an die Hinterachse weitergeleitet. Motor, Kupplung und Getriebe saßen in einem Hilfsrahmen auf dem Fahrgestell. Die Vorderachse war ungebremst, der Wagen hatte jedoch eine Getriebebandbremse, die auf die Antriebswelle für die Hinterachse wirkte. Sie wurde mit einem Pedal betätigt.
Etwa 75 Fahrzeuge des Typs B entstanden. Vermutlich waren als Aufbauten ein zweisitziger Tourenwagen, ein Landaulet, ein Cabriolet und eine Limousine erhältlich.

## Nachfolger
Nach der kriegsbedingten Produktionseinstellung des Typs B 1914 oder Anfang 1915 gab es erst wieder Ende der 1920er-Jahre Sechszylinder-Vauxhalls in Gestalt Typs 20/60 und des kurzlebigen Schiebermotormodells 25/70.